# Puzznic
Puzznic (Japans: パズニック; Pazunikku), is een computerspel dat werd ontwikkeld en uitgegeven door Taito. Het spel kwam in 1989 uit als arcadespel. Een jaar later werd het uitgebracht voor de meeste populaire homecomputers uit die tijd. In 2001 volgde nog een release voor de PlayStation. Het doel van het spel is blokken te schuiven zodat blokken van hetzelfde uiterlijk samen vallen en oplossen. Door levels op te lossen wordt langzaam een foto van een dame zichtbaar. Het spel is singleplayer. Door Amiga Power werd het spel als 34e beste spellen aller tijden geclassificeerd.

## Platform
| jaar | platform |
| ---- | --- |
| 1989 | Arcade |
| 1990 | Amiga, Amstrad CPC, Atari ST, Commodore 64, DOS, FM Towns, Game Boy MSX 1, MSX 2, NES, Sharp X68000, TurboGrafx-16, ZX Spectrum |
| 2001 | PlayStation |

## Ontvangst
| Beoordeeld door                      | Platform      | Jaar | Score |
| ------------------------------------ | ------------- | ---- | ----- |
| Commodore Force                      | Commodore 64  | 1993 | 90%   |
| Tilt                                 | Amiga         | 1990 | 85%   |
| Video Games                          | Game Boy      | 1991 | 82%   |
| Joystick (French)                    | TurboGrafx-16 | 1990 | 80%   |
| Power Play                           | Game Boy      | 1990 | 80%   |
| Joker Verlag präsentiert: Sonderheft | Commodore 64  | 1993 | 71%   |
| Joker Verlag präsentiert: Sonderheft | Amiga         | 1993 | 71%   |
| Joker Verlag präsentiert: Sonderheft | Atari ST      | 1993 | 68%   |
| Power Play                           | Arcade        | 1990 | 60%   |
| PSX Nation                           | PlayStation   | 2003 | 51%   |